# Sântimbru (okręg Alba)
Sântimbru – wieś w Rumunii, w okręgu Alba, w gminie Sântimbru. W 2011 roku liczyła 1418 mieszkańców.